# هندسة البيانات والمعرفة
هندسة البيانات والمعرفة، هو شهرية لاستعراض الأقران مجلة أكاديمية في مجال نظم قواعد البيانات وقاعدة المعرفة النظم. تم تأسيسه في 1985 ونشره من قبل إلزيفير. رئيس التحرير هو بي بي تشين ( جامعة ولاية لويزيانا ).

## الاستخلاص والفهرسة
المجلة مجردة وفهرسة في المحتويات الحالية /الهندسة الحوسبة والتكنولوجيا، خلاصة إي أي،  إنسبيك ،  توسيع مؤشر الاقتباس العلمي سكوبس ،  و رياضيات زنترالبلات . وفقًا لتقارير الاستشهاد بالمجلات الأكاديميا ، فإن عامل التأثير للمجلة لعام 2015 يبلغ 1.5.

## روابط خارجية
- الموقع الرسمي